# Істерн (футбольний клуб)
Футбольний клуб «Істерн» (спрощ.: 東方體育會足球隊有限公司, англ. Eastern Sports Club Football Team Limited) — професійний футбольний клуб з Гонконгу, який грає в Прем'єр-лізі Гонконгу, найвищому дивізіоні гонконзького футболу.

## Історія

### Перші роки існування клубу
У 1925 році група робітників з «China Building» у районі Сентрал у Гонконгу вирішила створити футбольну команду.Через два роки, у 1927 році, клуб змінив назву на «Істерн атлетік асосіейшен», проголосивши себе як загальнокитайський футбольний клуб, і увійшов до другого дивізіону Гонконгу. У сезоні 1931—1932 років «Істерн» отримав право на підвищення до першого гонконзького дивізіону, але відмовився від нього. Лише в сезоні 1936—1937 років клуб дебютував у першому дивізіоні Гонконгу, посівши 11 місце.

### 1940—1990 роки
«Істерн» виграв свій перший трофей в історії клубу в 1940 році, перемігши у фіналі «Hong Kong Senior Challenge Shield» команду «Саут Чайна». Проте цей успіх був короткочасним, і за короткий час клуб повернувся до другого гонконзького дивізіону, та повернувся до першого дивізіону лише в сезоні 1948—1949 років.
1950-ті роки стали першими періодами стабільного успіху клубу «Істерн». Клуб вперше виграв перший дивізіон у сезоні 1955—1956 років, і виграв протягом цього десятиліття два «Hong Kong Senior Challenge Shield». Також у 1950-х роках легенда гонконгського футболу Лам Шен Ї підписав контракт з «Істерном», і дебютував у його складі в першому дивізіоні. Протягом своєї кар'єри Лам провів 4 окремі періоди виступів в «Істерні», але за цей час не здобув з клубом жодного титулу.
У сезоні 1981—1982 клубом керував колишній капітан збірної Англії та чемпіон світу в її складі Боббі Мур. Під його керівництвом команда виграла «Hong Kong Senior Challenge Shield» у сезоні 1981—1982 років, пізніше повернувся до клубу як спортивний директор у серпні 1982 року, а пізніше покинув клуб у березні 1983 року. На початку 80-х років ХХ століття за клуб грали відомі англійські футболісти Алан Болл і Грем Паддон. Здатність клубу залучати таких гравців пояснювалася їх великим бюджетом, який фінансував бізнесмен-мільярдер Пітер Лем. Команда за цей час зуміла двічі виграти «Hong Kong Senior Challenge Shield» та один раз Кубок Гонконгу з футболу, однак вона за цей час так і не змогла виграти чемпіонат Гонконгу.

### Домінування в гонконзькому футболі
Після сезону 1990—1991 клуб «Лай Сун», який посів третє місце в чемпіонаті, оголосив про зняття з першого дивізіону Гонконгу. Це стало каталізатором домінування «Істерна» в першій половині 90-х років ХХ століття, оскільки багато колишніх гравців «Лай Сунь» перейшли до «Істерна». Починаючи з другого місця в сезоні 1991—1992 років, клуб домінував у футболі Гонконгу, вигравши три чемпіонські титули поспіль у першому дивізіоні між 1992 та 1995 роками. Протягом сезонів 1993—1994 та 1994—1995 років клуб виграв требл, взявши всі три головні трофеї в обох цих сезонах. На жаль, через значне скорочення спонсорських надходжень перед сезоном 1995—1996 років, «Істерну» довелося відпустити багатьох своїх найкращих гравців, і команда була змушені підписати молодших, менш досвідчених гравців. Через рік клуб вилетів з першого дивізіону після останнього місця в чемпіонаті, та повернувся до другого дивізіону вперше з 1948 року.

### Пониження і подальше підвищення
У наступні 10 років після вильоту з першого дивізіону в 1997 році «Істерн» виступав у другому дивізіоні. У сезоні 2002—2003 клуб опинився внизу турнірної таблиці другого дивізіону, і опустився до третього дивізіону. Зрештою клуб переломив ситуацію, перемігши в третьму дивізіоні в сезоні 2004—2005 років, і повернувся до другого дивізіону. Напередодні сезону 2006—2007 років «Істерн» мав понизитися до третього дивізіону, але втрутилася Гонконзька футбольна асоціація, та запросила клуб в сезоні 2007—2008 років брати участь у першому дивізіоні. Спочатку здавалося малоймовірним, що клуб зможе отримати достатню кількість спонсорів для просування, однак клуб підтвердив свою участь у першому дивізіоні в липні 2007 року. Після двох сезонів перебування у вищому дивізіоні «Істерн» напередодні сезону 2009—2010 років вирішив перейти до третього дивізіону через фінансові труднощі. Після того, як клуб двічі відмовився від права на підвищення під час свого перебування в третьому дивізіоні, клуб нарешті погодився на підвищення в сезоні 2011—2012 років, у якому він виграв усі 18 матчів у лізі, та став чемпіоном.
У сезоні 2012—2013 років «Істерн» повернувся до першого дивізіону, зайнявши третє місце в другому дивізіоні. З 2012 до 2016 року команда мала назву «Істерн Салон» із спонсорських причин.
У квітні 2016 року «Істерн» виграв Прем'єр-лігу Гонконгу 2015—2016 років під керівництвом Чжань Юаньдін, та став першою чоловічою футбольною командою професійної ліги, яка виграла внутрішній чемпіонат вищого дивізіону під керівництвом жінки. Під керівництвом Чань «Істерн» програв лише одну гру в сезоні 2015—2016 років.
У сезоні 2016—2017 років клуб називався «Істерн Лонг Лайонс» із спонсорських причин. У 2016 році клуб виграв Суперкубок Гонконгу, обігравши клуб «Кітчі» з рахунком 3-1. Також клуб дійшов до фіналу «Hong Kong Senior Challenge Shield», де програв «Кітчі» з рахунком 1–2. Клуб продовжував безпрограшну серію в лізі протягом усього сезону до останнього туру, в якому програв «Кітчі» з рахунком 1–4 на стадіоні «Монг Кок», і зайняв друге місце в лізі.
У 2017 році гонконгський клуб також вперше взяв участь у груповому етапі Ліги чемпіонів АФК. Як срібний призер чемпіонату «Істерн» отримав місце у плей-оф ліги, де у фіналі переміг «Саутерн Дістрікт» з рахунком 3-0, забезпечивши собі місце у другому кваліфікаційному раунді Ліги чемпіонів АФК наступного року.

### Дебют у Лізі чемпіонів АФК
«Істерн» у Лізі чемпіонів АФК потрапив до одної групи з японським клубом «Кавасакі Фронтале», китайським клубом «Гуанчжоу Евергранд» і південнокорейським клубом «Сувон Самсунг Блювінгз». Гонконзький клуб завершили виступи в Лізі чемпіонів АФК, набравши одне очко в 6 матчах, та посів останнє місце в своїй групі. Єдиний гол клубу в турнірі забив Маноло Бледа, клуб також здобув своє перше в історії очко в дебютному турнірі, зігравши внічию 1-1 проти «Кавасакі Фронталє» на стадіоні «Монг Кок».

### З 2018 року
У 2018 році «Істерн» отримав спонсорську підтримку від «Top East Holdings», що дозволило клубу розширити свій бюджет. Клуб також запустив програму, відому як «Project E», у рамках якої «Істерн» відправлятиме своїх найперспективніших молодих гравців тренуватися до португальського клубу «Кова да П'єдаді».
Напередодні сезону 2019—2020 «Істерн» переманив чинного тренера року Гонконгу Лі Чі Кіна та багатьох його колишніх гравців із клубу «Тай По» із розрахунком повернути клубу статус претендента на титул чемпіона. У першому сезоні в клубі тренер досяг певних успіхів, вигравши «Hong Kong Senior Challenge Shield» і «Hong Kong Sapling Cup». Але клуб не зміг виграти чемпіонат у сезоні 2020—2021 років. Після цього сезону Лі пішов з посади головного тренера клубу.
20 червня 2024 року АФК підтвердила, що «Істерн» братиме участь у першій Лізі чемпіонів АФК 2 2024—2025 років.

## Суперництво
Протягом 1960-х і 1970-х років більшість фінансування клубу «Істерн» надходила від протайваньських груп, тоді як його конкурент «Геппі-Веллі» отримував спонсорську допомогу від прокитайських груп. У цей період між клубами розвинулося запекле суперництво, і засоби масової інформації називали дербі між ними «громадянською війною в Китаї».

## Титули і досягнення
Чемпіонат Гонконгу;
- Перший Дивізіон Гонконгу (4): 1955—1956, 1992—1993, 1993—1994, 1994—1995
- Прем'єр-ліга Гонконгу (1): 2015—2016

Кубкові змагання;
- Кубок Гонконгу (7): 1983—1984, 1992—1993, 1993—1994, 2013—2014, 2020, 2023–2024, 2024–2025
- Суперкубок Гонконгу (1): 2016
- Hong Kong Senior Challenge Shield (12): 1939—1940, 1952—1953, 1955—1956, 1981—1982, 1986—1987, 1992—1993, 1993—1994, 2007—2008, 2014—2015, 2015—2016, 2019—2020, 2024—2025
- Hong Kong Sapling Cup (1): 2020—2021
- Кубок віце-короля Гонконгу (2): 1970—1972, 1980—1981